# Young Ellens
Danny Radermacher (Amsterdam, 26 april 1993) beter bekend onder zijn artiestennaam Young Ellens, is een Nederlands rapper.

## Levensloop
Radermacher groeide op in Amsterdam en Almere en is van Curaçaose afkomst. Radermacher begon in 2015 muziek te maken onder de naam Ellens, echter brak hij in 2018 pas door onder zijn artiestennaam Young Ellens. In juni 2018 bracht hij zijn debuutsingle genaamd Bella Ciao uit, deze behaalde de 27e plek in de Nederlandse Single Top 100 en bleef elf weken in deze hitparade staan. Daarnaast bracht hij datzelfde jaar meerdere singles uit in samenwerking met verschillende artiesten zoals BKO, Frenna, Esko en Josylvio.
In het najaar van 2018 bracht Radermacher zijn album genaamd Practice 2 uit, deze behaalde de 8e plek in de Nederlandse Album Top 100.
In het voorjaar van 2019 bracht Radermacher in samenwerking met Lauwtje het nummer Litty uit, dit stond tevens op Lauwtjes album Lauws. Daarnaast was hij begin 2019 te horen op het nummer Werk aan de winkel van rapper Bokoesam.